# Jorge Carlos Alcocer Varela
Jorge Carlos Alcocer Varela (Città del Messico, 8 febbraio 1946) è un politico e medico messicano. È dal 1º dicembre 2018 Segretario della Salute del Messico.
È tutore nella facoltà di medicina dell'Università nazionale autonoma del Messico. Si occupa di ricerca sulla tolleranza immunologica e sull'autoimmunità, sull'immunopatogenia del tessuto connettivo diffuso e sulle malattie da ubiquitina.

## Biografia

### Studi e docenza
Realizzò i suoi studi alla Facoltà di Medicina dell'Università nazionale autonoma del Messico. Si specializzò in medicina interna nel Liceo Nazionale di Nutrizione Salvador Zubirán. Nel 1980 si specializzò in immunologia all'ICRF Tumour Immunology dell'University College di Londra. Nel 2007 ottenne il dottorato in Scienze Mediche dall'Università autonoma del Messico. Attualmente è professore e tutore del Dottorato in Scienze Mediche della medesima Università.

### Ricercatore e accademico
Fu il primo scienziato a dimostrare che l'Interleuchina 2 non sintetizza adeguatamente nell'organismo di pazienti con lupus eritematoso sistemico.
Contribuì all'identificazione e caratterizzazione di nuovi lignaggi cellulari come i linfociti T regolatori e le cellule dendritiche.
È ricercatore emerito del Sistema Nazionale di Ricercatori.

## Cariche e nomine
- Presidente del Consiglio Messicano di Reumatologia (1990-1991)[3]
- Integrante della Commissione Regolatrice del Liceo di Ricerche Biomediche dell'UNAM (2002-2006)
- Presidente del Consiglio di Onore del Sistema Nazionale di Ricercatori del CONACyT (2009-2012)
- Capo dell'Unità di Proprietà Intellettuale del Liceo Nazionale di Scienze Mediche e Nutrizione Salvador Zubirán[4].
- Designato intestatario del Segretariato della Salute per il periodo (2018-2024).[5] La sua frase principale per occupare il posto fu "la salute in Messico non si privatizzerà", oltre a proporre di passare dal modello curativo al preventivo.[6][7]

## Premi e distinzioni
- Premio Dr. Jorge Rosenkranz nel 1984.
- Premio Miguel Otero nel 1995.
- Premio Nazionale di Ricerca Fondazione Glaxo Wellcome nel 1997.
- Riconoscimento per l'articolo più citato nell'ultimo decennio sull'immunologia Thomson Reuters e CINVESTAV nel 2009.
- Premio "Heberto Castello" dal Liceo di Scienza e Tecnologia di Città del Messico nel 2014.[8]
- Premio Nazionale di Scienze e Arti nell'area di Scienze Fisiche-Matematiche e Naturali per dal Governo Federale del Messico nel 2015.